# Састанак са смрћу
Састанак са смрћу је детективски роман британске списатељице Агате Кристи који је први пут у Великој Британији објавила издавачка кућа "Collins Crime Club" 2. маја 1938. године, а касније исте године у САД издавачка куће "Dodd, Mead and Company". Британско издање продавало се по цени од седам шилинга и шест пенија, а америчко издање по цени од 2 долара.
У књизи се појављује белгијски детектив Херкул Поаро, а роман одражава искуства Кристијеве док је путовала по Блиском истоку са својим мужем, археологом Сер Максом Малованом. Главна места радње су Јерусалим и Петра.

## Увод у радњу
Одмарајући се у Јерусалиму, Поаро је чуо како Рејмонд Бојнтон говори својој сестри: "Видиш, је ли, да она мора бити убијена?" Њихова маћеха, госпођа Бојнтон, је мучитељка која влада својом породицом. Кад је пронађена мртва на путовању по Петри, Поаро говори да ће решити случај за двадесет четири часа иако нема начина да сазна да ли је то убиство.

## Радња
Роман почиње док се породица и жртва упознају из перспективе Саре Кинг и др Џерарда који расправљају о понашању породице. Госпођа Бојнтон се мучитељски и феудално понаша, што је можда пренела из свог изворног занимања као управнице затвора. Сару привлачи Рејмонд Бојннтон, а Џеферсон Коуп признаје да жели да одвоји Надин Бојнтон од њеног мужа Ленокса и утицаја њене свекрве. Пошто је осујећена у жељи да ослободи младе Бојнтонове, Сара се суочава са госпођом Бојнтон чији је очигледни одговор чудна претња: "Никада ништа нисам заборавила - ни радњу, ни име, ни лице." Кад је гунгула стигла до Петре, госпођа Бојнтон необично пушта своју породицу на неко време. Касније је пронађена мртва са убодом игле у зглобу.
Поаро тврди да може да реши загонетку у року од двадесет четири часа једноставним разговором са осумњиченима. Током ових разговора он успоставља временски оквир који изгледа немогућ: Сара Кинг означава време смрти знатно пре времена у којем различити чланови породице тврде да су последњи пут видели жртву живу. Пажња је усредсређена на шприц који је наизглед украден из шатора др Џерарда и касније замењен. Верује се да је отров који је дат жртви дигитоксин, нешто што је већ узимала по рецепту.
Поаро затим позива на састанак и објашњава како је сваки члан породице заузврат открио да је госпођа Бојнтон мртва и, сумњајући на другог члана породице, није пријавио ту чињеницу. Нико од породице не би требало да је убио жртву хиподермијом јер би прекомерна количина могла да се примени много делотворније у њеном леку. Ово баца сумњу на некога споља.
Откривено је да је убица леди Вестхолм која је пре брака била затворена у затвору у којем је жртва некада била управница. Госпођа Бојнтон је изнела ту необичну претњу њој, а не Сари јер јој је искушење да стекне нови предмет мучења било превелико да би одолела. Прерушена у слугу арапина, леди Вестхолм је починила убиство, а затим се ослонила на предлог госпођице Пирс да постави два погрешна трага који су прикривали њену улогу у убиству. Леди Вестхолм је прислушкујући у суседној просторији чула да ће се њена злочиначка прошлост ускоро открити свету и извршава самоубиство. Породица, коначно слободна, наставља срећније животе: Сара се удаје за Рејмонда, Керол за Џеферсона, а Џиневра започиње успешну каријеру као сценска глумица и удаје се за др. Џерарда.

## Ликови
- Херкул Поаро, познати белгијски детектив
- Пуковник Карбури, виши функционер у Трансјорданији
- Госпођа Бојнтон, жртва
- Џиневра Бојнтон, ћерка жртве
- Рејмонд Бојнтон, пасторак жртве
- Керол Бојнтон, пасторка жртве
- Ленокс Бојнтон, пасторак жртве
- Надин Бојнтон, снаја жртве (Леноксова жена)
- Џеферсон Коуп, породични пријатељ
- Др. Џерард, француски психолог
- Сара Кинг, млада лекарка
- Леди Вестхолм, чланица парламента и убица
- Госпођица Амабел Пирс, бивша гувернанта

## Књижевни значај и пријем
Рецензија Сајмона Науела-Смита за часопис Књижевни додатак од 7. маја 1938. закључила је да "Поаро, ако је благи утицај времена ублажио многе његове манире, није изгубио своју вештину. Његово испитивање породице, психолога и неколицине других, његово провлачење истине из полуистине и противречности, изигравање једног осумњиченог против другог и постепено уклањање сваког од њих редом су у најсјајнијем стилу госпође Кристи. Само решење изгледа ситно и разочаравајуће."
У прегледу књиге за часопис Њујоршки преглед књига од 11. септембра 1938. године, Кај Ирвин је рекао: "Чак и мања прича Агате Кристи привлачи пажњу читалаца својим вештим управљањем неизвесношћу. Састанак са смрћу дефинитивно је мање котиран: заиста, мало му фали да буде најмање чврста и задовољавајућа од свих загонетних прича са Поароом. Њено представљање породице коју је мајка мучитељка отела и мучила пуна је психолошког разговора и готово потпуно оскудевана у заплету. Па ипак, када је зла, стара тиранинка коначно убијена, а Поаро испитује осумњичене, са искреним занимањем прати се откривање чак и неузбудљивих трагова."
У чланку за часопис Посматрач од 1. маја 1938," Торквејмада "(Едвард Повис Метерс), рекао је: "Морам да признам да сам управо поново потучен Агатом Кристи. Није било оправдања, али сам се осећао у посебно доброј форми... И најгоре од свега је што се у последњој игри хендикепирала оним што би код било кога другог била дрска озбиљност. Књига Смрт на Нилу било је сасвим сјајна. Састанак са смрћу, иако нема ни један ударац генија убице који је пружио покриће у претходној причи, мора се математички рачунати као скоро двоструко сјајнији јер се број осумњичених скоро преполовио. Заиста, иако започиње своју причу у Јерусалиму, а убиство дочекује у Петри, граду Црвене руже, могли би бити и у завејаном парохијском дому што се тиче ограничења сумње. И у том погледу Агата Кристи понавља своју победу као у роману Карте на столу и као да је победила Штајница" једним потезом пешака.
Часопис Шкот је 9. маја 1938. рекао: "Као и обично, госпођица Кристи се поштено понаша према својим читаоцима. Иако решење долази са потресним изненађењем, то је сасвим логично: трагови су ту, могли би се ухватити у коштац са њима и проценити њихов значај. Можда је то још један случај да читалац не може да види дрво од шуме, али има толико дрвећа. Није најбољи криминалистички роман Састанак са смрћу, али је ипак довољно паметан и довољно уверљив да стоји изнад просека рад такве врсте."
Е. Р. Паншон из часописа Чувар у свом чланку од 27. маја 1938. резимирао је: „Због генијалности заплета и конструкције, неочекиваности истицања, суптилности карактеризације и сликовитости позадине, роман Састанак са смрћу могло би се сврстати међу најбоље приче госпође Кристи.“
Мери Дел из часописа Дневно огледало 19. маја 1938. рекла је: "Ово није књига коју бих вам препоручила да је као последњу ствар читате ноћу. Злоћудно око госпође Бојнтон могло би да вас омета у сну и да вам направи ноћну мору од снова. То је прилично сабласно крвава прича. Велика књига."
Роберт Барнард је написао: "Запажен пример Кристијеве из класичног доба са одличним блискоисточним окружењем и одбојном мајком као жртвом. Породичне напетости око ње преносе се више него обично. Откривање, с нагласком на томе ко је био где и када, помало личи на Нгајо Марш из тог раздобља и има неке неодређености у мотивацији, али је напето и атмосферско као и све што је написала."

## Помињање других дела
У роману се помиње још неколико Поароових истрага: виђено је да детектив препричава пуковнику Карбурију причу из романа Карте на столу, а помиње се и пуковник Рејс из ове истраге. Надин Бојнтон заправо суочава Поароа са његовим поступцима из романа Убиство у Оријент експресу, указујући да јој је то рекла једна од фигура из случаја. Госпођица Пирс такође износи опаску о случају из романа Убиства по абецеди када је препознала Поароа као великог детектива.

## Прилагођавања

### Представа
Кристијева је књигу прилагодила у истоимену драму 1945. године. Значајна је по томе што је једна од најрадикалнијих прерада романа који је Кристијева икада урадила, не само због уклањања Херкула Поароа из приче, већ и промени лика убице. У представи је болесна госпођа Бојнтон извршила самоубиство и оставила неколико лажних трагова који су указивали на чланове њене породице као могуће осумњичене надајући се да ће они сумњати једно у друго и стога наставити да живе у њеној сенци чак и након њене смрти. Осим тога, лик Керол Бојнтон је избачен, а Џиневра је сада пасторка (а ћерка) госпође Бојнтон, леди Вестхолм постаје бивша чланица парламента, госпођица Пирс госпоица Прајс, а Алдерман Хигс је додат као колега излетник и ортак леди Вестхолм.

### Филм
Роман је 1988. године прилагођен у шести од шест филмова са Питером Јустиновим у улози Поароа. Филм је задржао суштински заплет књиге, иако је место убиства промењено из Петре у Кумран, археолошко налазиште у Палестини. У глумачкој постави били су Лорен Бакал, Кери Фишер, Џон Гилгад, Пајпер Лори, Хејли Милс, Џени Сигров и Дејвид Соул. У филму је презиме госпођице Пирс промењено у Квинтон, а лик др. Џерарда је избачен.

### Телевизија

#### Опасност
Прва екранизација романа била је као епизода ЦБС-ове антологијске серије Опасност емитована 16. јануара 1951. године.

#### Поаро
Роман је прилагођан као епизода једанаесте сезоне серије Поаро са Дејвидом Сачетом у насловној улози. Сценарио је написао Гај Ендрус, а снимано је у Казабланци (Макамат Ел-Паша послужио је као хотел "Константин" у екранизацији, а Казба Булаоне као археолошко налазиште) и Мазагану у Мароку маја 2008. Режирала је Ешли Пирс која је режирала и екранизацију романа Смрт госпође Мекгинти и Трагедија у три чина. У глумачкој постави били су и Кристина Кол, Тим Кари, Џон Хана, Елизабет Мекговерн и Зои Бојл. Екранизација садржи низ промена у радњи:
- Госпођа Бојнтон је леди Бојнтон пошто се тек удала за лорда Бојнтона (у роману покојни господин Бојнтон), археолога који је тражио главу Јована Крститеља. Раније је била госпођа Пирс, а сва помињања да је радила у затвору су избачена.
- Уместо Надин Бојнтон појављује се лик сестре Агњешке, агенткиње ланца трговине белим робљем која је покушала да отме једну од ћерки госпође Бојнтон.
- Порекло и мотивација леди Вестхолм знатно су различити. У екранизацији она је дама Силија Вестхолм, призната списатељица и путница која је првобитно била служавка госпође Пирс. Након ноћи коју је провела са др. Џерардом, она је затруднела и била је приморана да се одрекне своје ћерке Џини (Џиневре). Вестхолмова и Џерард су заједно радили на убиству леди Бојнтон како би се осветили за трауму коју је нанела њиховој ћерки и другој деци.
- Уместо госпођице Пирс појављује се дадиља Тејлор, саучесница леди Бојнтон у злостављању деце.
- Леноксу Бојнтону је име промењено у Леонард.
- Џеферсон Коуп је постао Лесли Џеферсон Коуп, усвојени син леди Бојнтон који је на крају добио отказ.
- Др. Жерару који је у роману Француз презиме је у екранизацији промењено у "Џерард".

### Мала убиства Агате Кристи
Роман је екранизован као епизода француске телевизијске серије Мала убиства Агате Кристи 2019. године.

#### Обећање смрти
Роман је екранизован као двосатни филм Ши то но Иакусоку (死 と の 約束, у преводу Обећање смрти) од стране мреже "Fuji Television" у Јапану, настављајући низ екранизација прича Кристијеве за јапанско тржиште.

### Радио
Роман Састанак са смрћу је прилагодио Мајкл Бејквел за ББЦ Радио 4, а Џон Мофат је тумачио Поароа.